# Висимо-Уткинская узкоколейная железная дорога
Виси́мо-У́ткинская узкоколейная железная дорога находилась на территории города Нижнего Тагила и Пригородного района Свердловской области.
Дата открытия дороги 1895 год.
ширина колеи: 884 мм (первоначально), 750 мм (с 1960 года).
Протяжённость, по состоянию на 2006 год: 54 км.
На Висимо-Уткинской узкоколейной железной дороге до 2002 года выполнялись грузовые и пассажирские перевозки, до конца 2006 года — только грузовые перевозки.
Народное название пассажирского паровоза: «Кукушка»
Узкоколейная железная дорога была закрыта в начале 2007 года. Окончательный демонтаж пути был завершён в 2008 году. Весь подвижной состав был порезан на металлолом. Практически все постройки дороги разрушены. Разобран мост через реку Межевая Утка в районе поселка Висимо-Уткинск, выполнявший также функции пешеходного моста. В здании бывшего депо на ст. Гальяновская размещены различные организации.

## Станции и остановочные пункты
По данным на 1998 год на ВУУЖД имелись следующие станции и остановочные пункты:
- станция Кедун-Быково,
- станция Гальяновская,
- о.п. Сады 7 км,
- станция Горбуново,
- о.п. Торфяник,
- о.п. Сады «Шахтоспецстрой»,
- о.п. Антоновский Переезд,
- о.п. Антоновская,
- станция Черноисточинск,
- о.п. Совхоз,
- о.п. Сад № 10,
- о.п. Канава,
- о.п. База отдыха ЦСП,
- станция Чауж,
- о.п. Бобровка,
- станция Урал,
- станция Дуниты (ответвление от станции Урал),
- о.п. Баронская,
- станция Висимо-Шайтанск,
- о.п. Лигуз,
- о.п. Малые Галашки,
- станция Висимо-Уткинск.